# ناحیه لاگرانژ، شهرستان باند، ایلینوی
ناحیه لاگرانژ، شهرستان باند، ایلینوی (به انگلیسی: Lagrange Township) یک منطقهٔ مسکونی در ایالات متحده آمریکا است که در شهرستان باند، ایلینوی واقع شده‌است. ناحیه لاگرانژ ۱٬۱۶۹ نفر جمعیت دارد و ۱۷۴ متر بالاتر از سطح دریا واقع شده‌است.